# Миладиновці (Добрицька область)
Милади́новці (болг. Миладиновци) — село в Добрицькій області Болгарії. Входить до складу общини Добричка.

## Населення
За даними перепису населення 2011 року у селі проживала 121 особа.
Національний склад населення села:
| Національність   | Кількість осіб | Відсоток |
| ---------------- | -------------- | -------- |
| болгари          | 117            | 96,7%    |
| цигани           | 0              | 0%       |
| інша             | 3              | 2,5%     |
| Всього відповіли | 121            |          |

Розподіл населення за віком у 2011 році:
Динаміка населення: